# Сванстрём, Карин
Карин Сванстрём (швед. Karin Sofia Swanström, 13 июня 1873 — 5 июля 1942) — шведская театральная актриса, режиссёр, продюсер.

## Биография
Карин родилась в 1873 г. в Норрчёпинге. Она была дочерью ветеринарного врача Юхана Виктора Фердинанда Сванстрёма и Эмелии Юханны Катарины Пильгрен.
В 1890—1892 гг. она училась в Dramatens elevskola, где проявила себя как хорошая актриса выступлением в двух пьесах. По окончании учёбы её приняли в Королевский драматический театр, где она проработала 5 лет. В 1897 г. Карин перешла в театральную компанию, основанную Яльмаром и Конкордией Селандерами. Поработав с ними год, она уехала в Финляндию и начала работать в Шведском театре в Гельсингфорсе.
В Швецию Карин вернулась в 1904 г. и создала театральную труппу, которой управляла до начала 1920-х гг. Она ставила как драматические спектакли, так и фарс. С 1921 по 1925 гг. она преподавала в Стокгольме актёрское мастерство. Также в 1921 г. она снялась в фильме Морица Стиллера De landsflyktige («Беглецы»). Всего у неё было почти 50 киноролей. Она сняла 4 немых фильма и сама играла в них. Параллельно она продолжала играть в театре.
С 1933 г. Карин работала в Svensk Filmindustri художественным руководителем и кинорежиссёром в SF Filmstaden. Она считается одной из самых значительных женщин во времена расцвета шведского кино.
В 1915 г. Карин Сванстрём вышла замуж за продюсера Стеллана Клаессона, с которым прожила всю жизнь.
Карин Сванстрём умерла в 1942 г. в Стокгольме.

## Фильмография
- De landsflyktige (1921)
- Boman på utställningen (1923)
- Anna-Clara och hennes bröder (1923)
- Hemslavinnor (1923)
- Unge greven ta’r flickan och priset (1924)
- Gösta Berlings saga (1924)
- Styrman Karlssons flammor (1925)
- Kalle Utter (1925)
- Flygande holländaren (1925)
- Skeppargatan 40 (1925)
- Flickorna Gyurkovics (1926)
- Flickan i frack (1926)
- Förseglade läppar (1927)
- Spökbaronen (1927)
- En perfekt gentleman (1927)
- Hans engelska fru (1927)
- Bara en danserska (1927)
- Hans Kungl. Höghet shinglar (1928)
- Gustaf Wasa del I (1928)
- Gustaf Wasa del II (1928)
- Parisiskor (1928)
- När rosorna slå ut (1930)
- Lika inför lagen (1931)
- Halvvägs till himlen (1931)
- En natt (1931)
- Trötte Teodor (1931)
- Trådlöst och kärleksfullt (1931)
- Generalen (1931)
- Längtan till havet (1931)
- Vi som går köksvägen (1932)
- Sten Stensson Stéen från Eslöv på nya äventyr (1932)
- Svärmor kommer (1932)
- Svarta rosor (1932)
- Giftasvuxna döttrar (1933)
- Fasters millioner (1934)
- Äktenskapsleken (1935)
- Kärlek efter noter (1935)
- Swedenhielms (1935)
- Äventyret (1936)
- Bröllopsresan (1936)
- Familjens hemlighet (1936)
- På Solsidan (1936)
- Släkten är värst (1936)
- Ryska snuvan (1937)
- Styrman Karlssons flammor (1938)
- Den stora kärleken (1938)
- Sjöcharmörer (1939)
- Stål (1940)
- Juninatten (1940)
- Morgondagens melodi (1940)

## Фильмы, снятые Карин Сванстрём
- Boman på utställningen (1923)
- Kalle Utter (1925)
- Flygande holländaren (1925)
- Flickan i frack (1926)